# 4090 Říšehvězd
A 4090 Říšehvězd (ideiglenes jelöléssel 1986 RH1) a Naprendszer kisbolygóövében található aszteroida. Antonín Mrkos fedezte fel 1986. szeptember 2-án.